# Józef Psarski

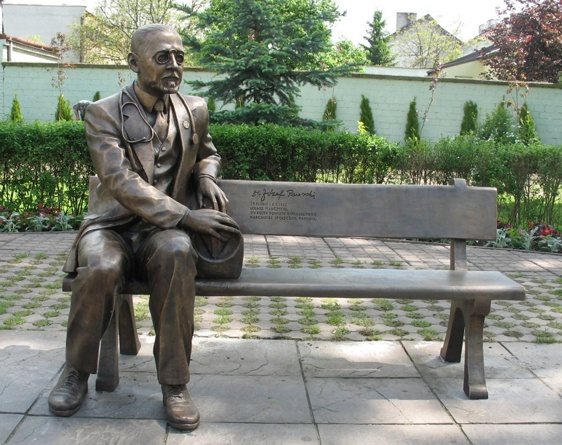
Pomnik-ławeczka doktora Józefa Psarskiego w Ostrołęce

Józef Wincenty Psarski (ur. 19 marca 1868 w Grabowej, k. Piotrkowa Trybunalskiego, zm. 6 października 1953 w Ostrołęce) – lekarz, działacz narodowy, społeczny i oświatowy, członek stowarzyszeń niepodległościowych. Jeden z najbardziej zasłużonych ludzi dla Ostrołęki i okolic.

## Życiorys
Pochodził z drobnoszlacheckiej rodziny o rycerskich tradycjach (herbu Jastrzębiec). W 1894 ukończył studia na uczelni medycznej w Kijowie, uzyskując dyplom doktora medycyny o specjalizacji internisty, pediatry oraz ginekologa-położnika. W Ostrołęce osiedlił się po zakończeniu studiów i pracował jako lekarz kolejowy. Ponadto zajmował się działalnością oświatową. Organizował m.in. tajne nauczanie, był założycielem biblioteki, która stanowiła pierwszą książnicę na terenie Ostrołęki. Za swoją działalność kilkakrotnie zsyłany był do Rosji. W czasie I wojny światowej udzielał pomocy (głównie lekarskiej) wygnańcom z terenów Kurpiowszczyzny. 
Po wojnie zaangażował się mocno w rozwój oświaty i szkolnictwa w Ostrołęce. To głównie dzięki jego staraniom powstało w 1919 Gimnazjum im. Króla Stanisława Leszyńskiego. W 1921 z jego inicjatywy założona została szkoła ślusarsko-mechaniczna. Celem szkoły, zwanej powszechnie rzemieślniczą, było kształcenie młodzieży z rodzin robotniczych i chłopskich. J. Psarski sens istnienia szkoły widział w możliwości zdobycia zawodu przez przedstawicieli biedniejszych grup społecznych. Na bazie tej szkoły szerzono w terenie – na ile to było możliwe – przemysł, choćby produkcję pieców CO i kłódek. W swojej szkole Doktor prowadził zajęcia z higieny. Wobec dużej śmiertelności niemowląt przetłumaczył z francuskiego i przepisywał stalówką dla dziewcząt zasady pielęgnacji noworodków. 
W latach 1927–1933 prowadził wykłady na Uniwersytecie Ludowym w Ostrołęce. 

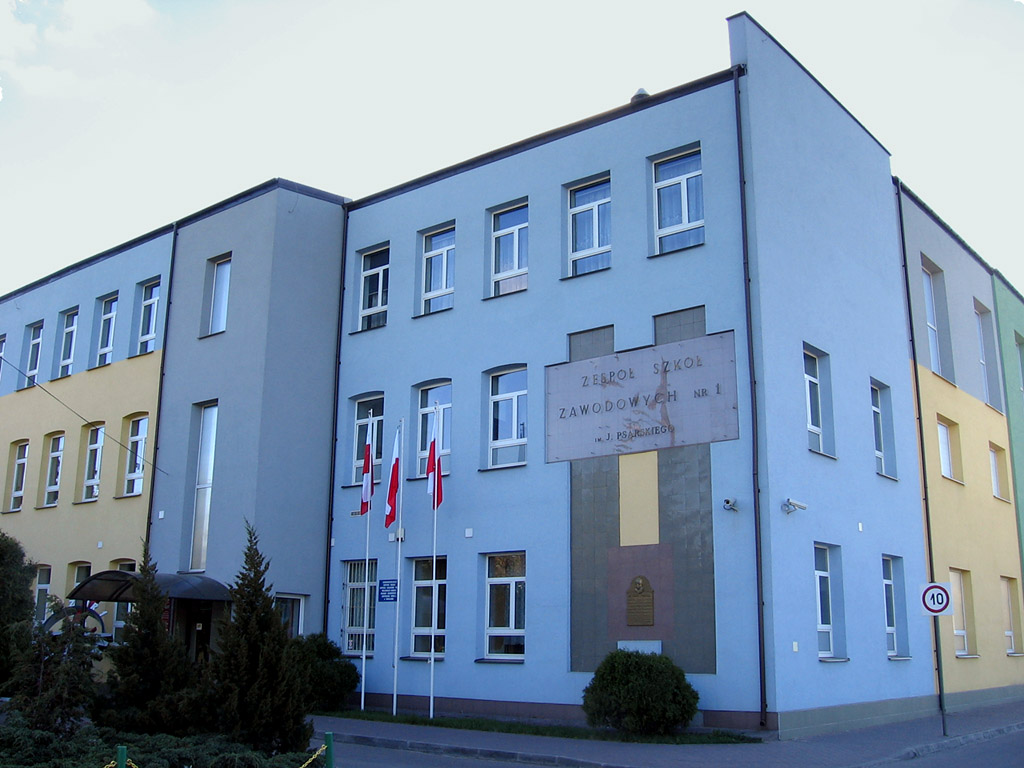
ZSZ nr 1 im. Józefa Psarskiego w Ostrołęce

Ponadto angażował się w działalność polityczną i społeczną. Był członkiem kilku organizacji niepodległościowych, m.in. Ligi Narodowej. Znane są jego powiązania z endecją i Romanem Dmowskim. W okresie poprzedzającym I wojnę światową utrzymywał kontakt z ośrodkami konspiracyjnymi w Warszawie. W 1919 został wybrany członkiem Rady Miejskiej w Ostrołęce, wcześniej pełnił stanowisko Starosty Ostrołęckiego (do wykonywania tych ostatnich obowiązków powrócił w latach 1944–1945). Dzięki jego staraniom powstał w okresie międzywojennym pierwszy w Ostrołęce sklep spółdzielczy, a także bezprocentowa kasa zapomogowo-pożyczkowa oraz Towarzystwo Wioślarskie. Był również aktywnym działaczem ZHP. Harcerstwo działało wówczas na terenie wszystkich szkół, zrzeszało także młodzież pozaszkolną. Józef Psarski ma duży wkład w rozwój harcerstwa na terenie Ostrołęki.
Józef Psarski znany był z tego, że żył bardzo skromnie, za swoją działalność nie został nigdy uhonorowany żadnym odznaczeniem. Zmarł przeżywając blisko 85 lat. Został pochowany na cmentarzu parafialnym w Ostrołęce. 

## Upamiętnienie
Jego imieniem został w Ostrołęce nazwany Zespół Szkół Zawodowych nr 1, a także szpital i jedna z ulic. W maju 2010 odsłonięty został w Ostrołęce pomnik J. Psarskiego.
W 2016 Związek Kurpiów apelował o nazwanie ulic we wsiach i miastach na terenie regionu nazwiskami ważnych dla Kurpiów postaci historycznych, wśród nich Psarskiego.
W maju 2023 na ul. Starosty Kosa w Ostrołęce został odsłonięty głaz z tablicą upamiętniającą dr. J. Psarskiego.